# Liquid (moteur de template)
 (mai 2024).
Ne doit pas être confondu avec Liquide.
Liquid est un moteur de template initialement développé par le directeur général de Shopify, Tobias Lütke et écrit en Ruby.
C'est un projet open-source disponible sur Github. La première version remonte à 2008.
Le balisage Liquid est très similaire au HTML avec quelques ajouts. Le langage offre deux types de balisage spécial: les blocs de sortie {{ output block }}  et les blocs de balise {% tag block %}.